# 科切爾吉
51°28′19″N 33°52′17″E / 51.47194°N 33.87139°E
科切爾希（烏克蘭語：Кочерги）是位於烏克蘭東北部的村莊，由蘇梅州科諾托普區的普蒂夫利市鎮負責管轄。該村處於埃斯曼河畔，距離沃洛基蒂內2公里，海拔高度151米，2001年人口336。